# عبدالله بن المسیب بن زهیر
عبدالله بن المسیب بن زهیر (عربی: عبدالله بن المسیب بن زهیر الضبی) فرمانروای مصر در دوران خلافت عباسی بود.